# Universidad Estatal Wright
La Universidad Estatal Wright es una universidad pública ubicada en Fairborn (Ohio) (Estados Unidos de América), cerca de la Base Aérea de Wright-Patterson. Su nombre es un homenaje a los Hermanos Wright. 

## Historia
La universidad nació como un campus conjunto de las universidades Miami y Estatal de Ohio. En 1967 se convirtió en una institución independiente.

## Deportes
La universidad compite en la Horizon League de la División I de la NCAA.